# サタデースペシャル
『サタデースペシャル』は、ニッポン放送で2024年10月5日から11月2日まで放送されたワイド番組である。2024年度におけるニッポン放送週末ナイターオフ夕方ワイド番組のひとつとして放送された。

## 概要
2023年度下半期におけるニッポン放送の土曜日の同時間帯には、2022年度までの『オールナイトニッポンPremium』のようなワイド番組ではなく、1時間または30分の番組を3番組並べて編成した。
2024年度については、再びワイド番組である『藤井貴彦 Saturday Night Buzz』を編成することになったが、プロ野球のポストシーズンが終了する11月2日までは週替わりパーソナリティによるワイド番組を編成することにしたものである。

## パーソナリティ
番組タイトルは原則『〇〇（出演者名）のサタデースペシャル』として放送される。
|           | 10月5日 | 山崎育三郎 | 10月12日 | 桂二葉 | 10月19日 | ちゃんゆ胃 | 10月26日 | 上柳昌彦・松本秀夫 | 11月2日 | ももいろクローバーZ |
| 注ssp2024 |         |            |          |        |          |            |          |                    |         |                     |

## ネット局
| 放送対象地域 | 放送局             | 放送時間           | 備考   |
| ------------ | ------------------ | ------------------ | ------ |
| 関東広域圏   | ニッポン放送（LF） | 土曜 19:00 - 21:00 | 制作局 |
| 山口県       | 山口放送（KRY）    | 土曜 19:00 - 21:00 |        |
| 徳島県       | 四国放送（JRT）    | 土曜 19:00 - 21:00 |        |

### 備考
- 10月19日以降の放送は、ニッポン放送ではセ・リーグクライマックスシリーズ（19日）及び日本シリーズ（26日と11月2日）が非開催となった場合の雨傘番組として編成された。実際には10月19日と26日は予定通りプロ野球中継が行われたため、地方2局のみでの裏送り放送となったが、11月2日は悪天候により予定試合が順延となったため、急遽、ニッポン放送でも放送されることになった。なお、11月2日分はニッポン放送での放送有無にかかわらず、YouTubeでの同時配信も行われた。